# Hamilton City (Kalifornien)
Hamilton City ist eine kleine Ortschaft mit 2263 Einwohnern (Stand: 2020) im Glenn County, Kalifornien. Der Ort liegt im oberen Sacramento Valley, ungefähr 17 Kilometer westlich von Chico.
Gegründet wurde Hamilton City im Jahr 1906 von James Hamilton († 1926), der im heutigen Glenn County und im benachbarten Butte County Land zum Anbau von Zuckerrüben kaufte und unweit des Sacramento River eine Zuckerfabrik bauen ließ. Nördlich der Fabrik entstand Hamilton City als Wohnort für die von Hamilton als Arbeiter angeworbenen Wolgadeutschen und Japaner.
Angesichts fallender Zuckerpreise und schlechter Ernten wurde die Fabrik in Hamilton City schon 1913 wieder geschlossen und trotz zwischenzeitlicher Wiederbelebung im Zuge des Ersten Weltkriegs erholte sich die Zuckerindustrie in Nordkalifornien nicht wieder. Heute sind noch einige Gebäude der ehemaligen Zuckerfabrik erhalten. 88 % der heutigen Bewohner des Ortes sind Hispanics (Stand: 2020), die als Farmarbeiter in der florierenden Landwirtschaft dieses Teils Kaliforniens arbeiten.

## Geographie

### Lage
Hamilton City liegt etwa in der Mitte einer west-östlichen Linie zwischen der Kleinstadt Orland und der Universitätsstadt Chico im oberen kalifornischen Längstal. Der Ort liegt nur ein bis zwei Meilen westlich des Sacramento River, der die Grenze zwischen Glenn County und Butte County bildet. Hamilton City wird von der California State Route 32 durchschnitten, über die es nach Westen hin an die in Nord-Süd-Richtung verlaufende Interstate 5 angebunden ist.

### Klima
Hamilton City weist ein mediterranes Klima auf, das von heißen, trockenen Sommern und milden Wintern geprägt wird. Mit Temperaturen, die oft über 100 Grad Fahrenheit (38 Grad Celsius) liegen, sind die Sommer extrem warm. Die Winter sind kühler, aber immer noch mild, mit gelegentlichem Regen.

## Geschichte
Die Gründung von Hamilton City geht auf den Unternehmer James Hamilton zurück, der 1905 rund 8.500 Acres (3.440 Hektar) Land für den Bau einer Zuckerfabrik und zum Anbau von Zuckerrüben im oberen Sacramento Valley kaufte. Hamilton hatte bis zu diesem Zeitpunkt über zwanzig Jahre hinweg bei der Oxnard Beet Sugar Company Erfahrungen in der Rübenzuckerindustrie gesammelt und mit einem durch Anteilseigner gesicherten Grundkapital von 2,2 Millionen Dollar die Pacific Sugar Construction Company und die Alta California Beet Sugar Company gegründet. Durch einen Zufall hatte Hamilton auf einer Geschäftsreise in Südkalifornien zwei ältere Damen kennengelernt, die mit dem Chambers Estate ein großes Stück Land in Glenn County besaßen. Nachdem sowohl Hamiltons Sohn Ernest als auch er selbst die Bodenqualität dieses Anwesens als für den Anbau von Zuckerrüben geeignet eingeschätzt hatten, kaufte Hamilton 5.000 Acres des Chambers Estate sowie 3.500 Acres der ebenfalls zum Verkauf stehenden Wilson Ranch auf der gegenüberliegenden Seite des Sacramento Rivers in Butte County.
Hauptsächlich unter der Leitung seines Sohnes Ernest und seines Schwiegersohns John McCoy Williams entstand in den Jahren 1905 und 1906 die noch heute in Resten erhaltene Zuckerfabrik und die sie umgebende Siedlung Hamilton City. Im Dezember 1905 begann die Arbeit an der Fabrik und im Februar 1906 der Verkauf von 120 Grundstücken für Geschäfte und von 570 Grundstücken für den Bau von Wohnhäusern. Am 12. April 1906 erreichte die erste Lokomotive der Southern Pacific-Eisenbahngesellschaft von Orland kommend die noch im Bau befindliche Fabrik. Im September 1906 waren sowohl der Fabrikbau abgeschlossen als auch die Arbeiten an den Straßen, dem Abwassersystem, der Wasserversorgung und der Elektrifizierung des Ortes Hamilton City.
Für den Anbau der Zuckerrüben warb Hamilton Wolgadeutsche und Japaner aus dem 270 Kilometer südlich von Sacramento gelegenen Fresno an. Im September und Oktober 1906 konnten die ersten Zuckerrüben geerntet werden.